# Kejsartulpaner
Kejsartulpaner (Tulipa Fosteriana-Gruppen) är en grupp i familjen liljeväxter som omfattar selektioner av eldtulpan (T. fosteriana) och dess hybrider. Gruppen motsvarar den internationella Division 13 - Fosteriana Tulips.
Sorterna är vanligen tidiga, medelhöga till höga med gröna till gråaktiga, fläckiga eller strimmiga blad. Det finns ungefär 100 registrerade sorter.

## Sorter
Ett urval sorter är:
- 'Art Deco' - 30–40 cm. Blomfärg gräddvit och röd. Tidig.
- 'Zombie' - 30–40 cm. Blomfärg gräddvit och röd. Medeltidig.
- 'Orange Brilliant' - 30–40 cm. Blomfärg orange. Tidig.
- 'Orange Emperor' - 30–40 cm. Blomfärg orange. Tidig till medeltidig.
- 'Red Alert' - 30–40 cm. Blomfärg orange och röd. Tidig.
- 'Juan' - 40–50 cm. Blomfärg orange och gul. Tidig.
- 'Albert Heijn' - 30–50 cm. Blomfärg rosa. Tidig.
- 'Solva' - 40–50 cm. Blomfärg rosa. Tidig.
- 'Salut' - 20–30 cm. Blomfärg rosa och ljust gul. Tidig.
- 'Pinkeen' - 30–40 cm. Blomfärg rosa och röd. Tidig.
- 'Spring Pearl' - 30–40 cm. Blomfärg rosa och röd. Tidig.
- 'Sylvia van Lennep' - 30–40 cm. Blomfärg rosa och röd. Tidig.
- 'Dance' - 20–40 cm. Blomfärg rosa och vit. Tidig.
- 'Mieke Telkamp' - 20–30 cm. Blomfärg rosa och gul. Medeltidig.
- 'Cantata' - 20–30 cm. Blomfärg röd. Tidig.
- 'Job's Memory' - 20–30 cm. Blomfärg röd. Tidig.
- 'Princeps' - 20–30 cm. Blomfärg röd. Tidig.
- 'Robassa' - 20–30 cm. Blomfärg röd. Tidig.
- 'Polo' - 30–40 cm. Blomfärg röd. Tidig.
- 'Red Emperor'. 30–40 cm. Blomfärg röd. Tidig.
- 'Soroptimist' - 30–40 cm. Blomfärg röd. Tidig.
- 'Madame Lefeber' - 30–40 cm. Blomfärg . röd. Tidig till medeltidig.
- 'Flaming Youth' - 30–40 cm. Blomfärg röd. Medeltidig.
- 'Holland National' - 50–60 cm. Blomfärg röd. Medeltidig.
- 'Rosy Dream' - 30–40 cm. Blomfärg röd och gräddvit. Tidig.
- 'Grand Coulée' - 40–50 cm. Blomfärg röd och orange. Tidig.
- 'Rondo' - 20–30 cm. Blomfärg röd och gul. Tidig.
- 'Analita' - 30–40 cm. Blomfärg röd och gul. Tidig.
- 'Golden Eagle' - 30–40 cm. Blomfärg röd och gul. Tidig.
- 'White Sea' - 20–30 cm. Blomfärg vit. Tidig.
- 'Flaming Purissima' - 40–50 cm. Blomfärg vit och rosa. Tidig.
- 'Concerto' - 20–30 cm. Blomfärg vit och gul. Tidig.
- 'Purissima' - 30–40 cm. Blomfärg vit och gul. Tidig till medeltidig.
- 'Candela' - 30–40 cm. Blomfärg gul. Tidig.
- 'Easter Moon' - 30–40 cm. Blomfärg gul. Tidig.
- 'Golden Emperor' - 30–40 cm. Blomfärg gul. Tidig.
- 'Golden Galata' - 30–40 cm. Blomfärg gul. Tidig.
- 'Summit' - 30–40 cm. Blomfärg gul. Tidig.
- 'Yellow Empress' - 30–40 cm. Blomfärg gul. Tidig.
- 'Golden Purissima' - 40–50 cm. Blomfärg gul. Tidig.
- 'Yellow Purissima' - 30–40 cm. Blomfärg gul. Medeltidig.
- 'Lamoraal van Egmond' - 20–30 cm. Blomfärg gul och rosa. Tidig.
- 'Reginald Dixon' - 20–30 cm. Blomfärg gul och röd. Tidig.
- 'Zwanendrift' - 40–50 cm. Blomfärg gul och röd. Tidig.
- 'Sweetheart' - 30–40 cm. Blomfärg gul och vit. Tidig.

### Webbkällor
- Aldén, B. & Ryman, S. (red.) (2005-). ”Svensk Kulturväxtdatabas (SKUD)”. CBM, Alnarp. http://linnaeus.nrm.se/flora/mono/lilia/liliu/welcome.html. Läst 2009 Juli 29.

”Database geregistreerde cultivars”. Koninklijke Algemeene Vereeniging voor Bloembollencultuur. 2006-. Arkiverad från originalet den 4 juli 2009. https://web.archive.org/web/20090704154309/http://kavb.back2p.soft-orange.com/kavb/kavbSG.nsf/plants-registered?OpenView&Count=18. Läst 2009 Juli 28.
”Elegant Tulip Bulbs”. www.elegant-tulip-bulbs.com. 2005–2007. http://www.elegant-tulip-bulbs.com/. Läst 29 juli 2009.